# Набережная улица (Великий Устюг)
На́бережная у́лица — улица Великого Устюга. Идёт по берегу реки Сухоны. Начало берёт от Гледенской улицы, заканчивается около Пятницкого Сельца. Улица являет собой сухонскую панораму Устюга.

## История
Улица появилась с основания города. Улица соединяла по берегу Соборное дворище (место основания города) с возведённым в XIV веке Покровским монастырём (Городище). По улице проходила южная крепостная стена Великого Устюга.
Ни один план перестройки города после пожаров XVIII века не отменял существование улицы. В плане Голубева улица проходила от современной Сухонской улицы до улицы Щелкунова (по плану — продолжение улицы Шумилова).
На всём протяжении своего существования улица активно застраивалась купеческими особняками и церквями.
Панорама Набережной начинается Ильинской и Леонтьевской церковью, далее идет Соборное дворище с целым городком из куполов и шпилей, далее комплекс архиерейского двора с Алексеевской церковью, далее на площади расположена Никольская церковь и заканчивается панорама храмом Симеона Столпника.

## Застройка
Таблица дана в направлении запад — восток. Жёлтым выделены пересекающиеся улицы.
Легенда
| Пересекающиеся улицы | Промышленные зоны | Памятник архитектуры | Зелёная зона | Река |

| Логотип конкурса «Вики любит памятники» | Объект культурного наследия: № 3500184000 |

| Логотип конкурса «Вики любит памятники» | Объект культурного наследия: № 3510112001 |

| Логотип конкурса «Вики любит памятники» | Объект культурного наследия: № 3510112002 |

| Логотип конкурса «Вики любит памятники» | Объект культурного наследия: № 3510112003 |

| Логотип конкурса «Вики любит памятники» | Объект культурного наследия: № 3510113000 |

| Логотип конкурса «Вики любит памятники» | Объект культурного наследия: № 3510114000 |

| Логотип конкурса «Вики любит памятники» | Объект культурного наследия: № 3510115000 |

| Логотип конкурса «Вики любит памятники» | Объект культурного наследия: № 3510111006 |

| Логотип конкурса «Вики любит памятники» | Объект культурного наследия: № 3510111002 |

| Логотип конкурса «Вики любит памятники» | Объект культурного наследия: № 3510111003 |

| Логотип конкурса «Вики любит памятники» | Объект культурного наследия: № 3510116000 |

| Логотип конкурса «Вики любит памятники» | Объект культурного наследия: № 3510116007 |

| Логотип конкурса «Вики любит памятники» | Объект культурного наследия: № 3510117001 |

| Логотип конкурса «Вики любит памятники» | Объект культурного наследия: № 3510117002 |

| Логотип конкурса «Вики любит памятники» | Объект культурного наследия: № 3500001377 |

| Логотип конкурса «Вики любит памятники» | Объект культурного наследия: № 3510118001 |

| Логотип конкурса «Вики любит памятники» | Объект культурного наследия: № 3510118003 |

| Логотип конкурса «Вики любит памятники» | Объект культурного наследия: № 3510119000 |